# Christina Clemons
Christina Clemons (née Manning, le 29 mai 1990 à la Andrews Air Force Base) est une athlète américaine, spécialiste du 100 mètres haies.

## Biographie
Elle remporte la médaille de bronze du 100 m haies et la médaille d'argent du relais 4 × 100 m lors de l'Universiade d'été de 2011, à Shenzhen. Cette même année, elle descend pour la première fois sous les treize secondes sur 100 m haies en établissant le temps de 12 s 86 à Iowa City. En 2012, elle décroche les titres NCAA en salle et en plein air, sur 60 m haies et 100 m haies.
En début de saison 2017, elle porte son record personnel à 12 s 62 (+ 1,7 ms). Elle termine 3e des Championnats des Etats-Unis en 12 s 70, sécurisant ainsi sa place pour les Championnats du monde de Londres. Le 6 juillet, à Lausanne, elle porte son record à 12 s 58 puis à 12 s 54 lors de l'ISTAF Berlin le 27 août.
Le 3 février 2018, elle termine 2e du 60 m haies du meeting de Karlsruhe derrière Sharika Nelvis (7 s 80, meilleure performance mondiale de l'année), en retranchant son record personnel d'un centième, à 7 s 81. Trois jours plus tard, elle s'impose devant Nelvis à Düsseldorf et porte son record personnel (ainsi que celui du meeting) à 7 s 77.
Le 18 février 2018, Christina Manning participe à la course de 60 m haies la plus relevée de l'histoire en se classant 3e de la finale des championnats des États-Unis en salle en 7 s 73, devenant ainsi la 5e performeuse de l'histoire. Sharika Nelvis s'impose en 7 s 70 pour devenir la 3e performeuse de tous les temps et la détentrice du record d'Amérique du Nord, d'Amérique centrale et des Caraïbes, anciennement détenu en 7 s 72 par Lolo Jones (2010) et Kendra Harrison (2018). Kendra Harrison termine 2e de la course en égalant son record à 7 s 72.
Le 3 mars, aux championnats du monde en salle de Birmingham, Christina Manning remporte la médaille d'argent en 7 s 79, derrière Kendra Harrison (7 s 70).

## Palmarès
| Date | Compétition                        | Lieu                               | Résultat | Épreuve     | Temps   |
| ---- | ---------------------------------- | ---------------------------------- | -------- | ----------- | ------- |
| 2011 | Universiade                        | Shenzhen                           | 3e       | 100 m haies | 13 s 17 |
| 2011 | Universiade                        | Shenzhen                           | 2e       | 4 × 100 m   | 43 s 48 |
| 2017 | Championnats du monde              | Londres                            | 5e       | 100 m haies | 12 s 74 |
| 2017 | Ligue de diamant                   | Ligue de diamant                   | 3e       | 100 m haies | 12 s 67 |
| 2018 | Circuit mondial en salle de l'IAAF | Circuit mondial en salle de l'IAAF | 1re      | 60 m haies  | détails |
| 2018 | Championnats du monde en salle     | Birmingham                         | 2e       | 60 m haies  | 7 s 79  |
| 2018 | Ligue de diamant                   | Ligue de diamant                   | 9e       | 100 m haies | 13 s 34 |
| 2019 | Ligue de diamant                   | Ligue de diamant                   | 5e       | 100 m haies | 12 s 84 |
| 2020 | Circuit mondial en salle de l'IAAF | Circuit mondial en salle de l'IAAF | 1re      | 60 m haies  | détails |

## Records
| Épreuve     | Temps   | Lieu        | Date            |
| ----------- | ------- | ----------- | --------------- |
| 60 m haies  | 7 s 73  | Albuquerque | 18 février 2018 |
| 100 m haies | 12 s 54 | Berlin      | 27 août 2017    |